# Ramunia Satu
Ramunia Satu is een bestuurslaag in het regentschap Deli Serdang van de provincie Noord-Sumatra, Indonesië. Ramunia Satu telt 971 inwoners (volkstelling 2010).